# Leonia occidentalis
Leonia occidentalis är en violväxtart som beskrevs av Cuatrec. apud L. B. Smith och Fernandez-perez. Leonia occidentalis ingår i släktet Leonia och familjen violväxter. Inga underarter finns listade i Catalogue of Life.